# Upper Denby
Upper Denby – wieś w Anglii, w hrabstwie ceremonialnym West Yorkshire, w dystrykcie metropolitalnym Kirklees. Leży 28 km na południe od miasta Leeds i 251 km na północny zachód od Londynu. W 2001 miejscowość liczyła 1054 mieszkańców.